# Куэрчителло
Куэрчителло (фр. Quercitello, корс. Quercitellu) — коммуна во Франции, находится в регионе Корсика. Департамент коммуны — Верхняя Корсика. Входит в состав кантона Казинка-Фумальто. Округ коммуны — Бастия.
Код INSEE коммуны — 2B255.

## Население
Население коммуны на 2008 год составляло 56 человек.
| 1962 | 1968 | 1975 | 1982 | 1990 | 1999 | 2008 |
| ---- | ---- | ---- | ---- | ---- | ---- | ---- |
| 126  | 126  | 87   | 53   | 37   | 40   | 56   |

## Экономика
В 2007 году среди 32 человек в трудоспособном возрасте (15—64 лет) 24 были экономически активными, 8 — неактивными (показатель активности — 75,0 %, в 1999 году было 68,0 %). Из 24 активных работали 24 человека (12 мужчин и 12 женщин), безработных не было. Среди 8 неактивных 4 человека были учениками или студентами, 2 — пенсионерами, 2 были неактивными по другим причинам.